# Kurt Kliem
Kurt Kliem (* 11. Januar 1931)  ist ein deutscher Politikwissenschaftler und Politiker (SPD). Er war von 1985 bis 1996 Landrat des Landkreises Marburg-Biedenkopf.

## Leben
Kliem hat seinen Abschluss am Institut für Politikwissenschaft der Philipps-Universität Marburg gemacht. Er promovierte im Jahr 1957 mit seiner Arbeit Der sozialistische Widerstand gegen das Dritte Reich: Dargestellt an der Gruppe „Neu Beginnen“. Später wurde er Professor für Politikwissenschaften an der Justus-Liebig-Universität Gießen.

## Politischer Werdegang
Als Nachfolger von Christean Wagner (CDU) wurde Kurt Kliem im Juli 1985 zum Landrat des Landkreises Marburg-Biedenkopf gewählt. Während seiner ersten Amtszeit leitete er eine rot-grüne Koalition, in seiner zweiten schließlich eine große Koalition. Insgesamt war er elf Jahre Landrat, bis er Januar 1996 aus Altersgründen ausschied. Er wurde von Robert Fischbach als ersten direkt gewählten Kandidaten abgelöst.